# Cepora timnatha
Cepora timnatha is een vlindersoort uit de familie van de Pieridae (witjes), onderfamilie Pierinae.
Cepora timnatha werd in 1862 beschreven door Hewitson.